# Saison 1912-1913 de la PCHA
Saison précédente Saison suivante
La saison 1912-1913 est la deuxième saison de l'Association de hockey de la Côte du Pacifique (souvent désignée par le sigle PCHA en référence à son nom anglais : Pacific Coast Hockey Association), ligue de hockey sur glace du Canada. Chacune des trois équipes qui commencent la saison doit jouer seize parties mais finalement, deux équipes ne jouent que quinze rencontres ; à la fin du calendrier, les Senators de Victoria sont la meilleure équipe de la PCHA et remportent le titre de champions de la ligue.

## Contexte
W.P. Irving, président de la PCHA depuis la saison passée est remplacé dans ses fonctions de président par C.E. Doherty. 
Édouard « Newsy » Lalonde, joueur vedette de Vancouver et meilleur buteur de la saison passée quitte la PCHA et retourne jouer dans l'autre ligue d'Amérique du Nord, l'Association nationale de hockey pour les Canadiens de Montréal. Frank « Cyclone » Taylor fait le chemin inverse en quittant les Sénateurs d'Ottawa de l'ANH pour rejoindre les Millionnaires.

## Résultats

### Résultats des matchs
| Date        | Visiteurs       | Score               | Locaux          |
| ----------- | --------------- | ------------------- | --------------- |
| 10 décembre | New Westminster | 2–7                 | Vancouver       |
| 13 décembre | New Westminster | 4–6                 | Victoria        |
| 17 décembre | Victoria        | 3–6                 | Vancouver       |
| 27 décembre | Vancouver       | 4–5 (14 min 15 s P) | Victoria        |
| 4 janvier   | New Westminster | 5–10                | Vancouver       |
| 9 janvier   | New Westminster | 2–3 (12 min 45 s P) | Victoria        |
| 17 janvier  | Vancouver       | 3–4                 | Victoria        |
| 21 janvier  | Victoria        | 5–4                 | Vancouver       |
| 25 janvier  | Victoria        | 1–3                 | New Westminster |
| 28 janvier  | New Westminster | 2–8                 | Vancouver       |
| 31 janvier  | New Westminster | 3–7                 | Victoria        |
| 4 février   | Victoria        | 7–4                 | Vancouver       |
| 7 février   | Vancouver       | 3–2 (5 min 45 s P)  | New Westminster |
| 11 février  | Vancouver       | 2–7                 | Victoria        |
| 15 février  | New Westminster | 5–3                 | Vancouver       |
| 18 février  | Victoria        | 1–6                 | New Westminster |
| 21 février  | New Westminster | 1–8                 | Victoria        |
| 25 février  | Victoria        | 6–9                 | Vancouver       |
| 28 février  | Vancouver       | 3–11                | New Westminster |
| 4 mars      | Vancouver       | 5–4                 | Victoria        |
| 7 mars      | Victoria        | 1–0                 | New Westminster |
| 17 mars     | Vancouver       | 7–11                | New Westminster |
| 18 mars     | Vancouver       | 6–10                | New Westminster |
| -           | Victoria        | Match annulé        | New Westminster |

### Classement
| Équipe                     | PJ | V  | D | N | BP | BC |
| -------------------------- | -- | -- | - | - | -- | -- |
| Senators de Victoria       | 15 | 10 | 5 | 0 | 68 | 56 |
| Millionnaires de Vancouver | 16 | 7  | 9 | 0 | 84 | 89 |
| Royals de New Westminster  | 15 | 6  | 9 | 0 | 67 | 74 |

## Joueurs

### Meilleurs pointeurs

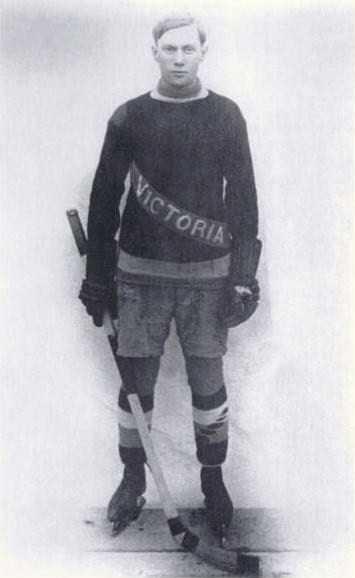
Thomas Dunderdale avec le maillot de Victoria.

| Joueur                | Équipe          | PJ | B  |
| --------------------- | --------------- | -- | -- |
| Thomas Dunderdale     | Victoria        | 15 | 24 |
| Carl Kendall          | Vancouver       | 16 | 16 |
| Frank Patrick         | Vancouver       | 16 | 15 |
| Ran McDonald          | New Westminster | 16 | 15 |
| Lester Patrick        | Victoria        | 15 | 14 |
| Cyclone Taylor        | Vancouver       | 16 | 14 |
| Fred Harris           | Vancouver       | 16 | 14 |
| Eddie Oatman          | New Westminster | 15 | 14 |
| Jack Patrick McDonald | Vancouver       | 16 | 11 |
| Charles Tobin         | New Westminster | 14 | 11 |

### Gardiens de buts
Ce tableau reprend l'ensemble des gardiens de but ayant évolué au cours de la saison pour une des équipes de la PCHA. La liste des joueurs est donnée sans aucun classement particulier autre que l'ordre alphabétique.
| Joueur       | Équipe          | PJ | V  | D | Min | BC | BL | Moy   |
| ------------ | --------------- | -- | -- | - | --- | -- | -- | ----- |
| Hugh Lehman  | New Westminster | 12 | 4  | 8 | 737 | 51 | 0  | 4,15  |
| Bert Lindsay | Victoria        | 15 | 10 | 5 | 927 | 56 | 1  | 3,63  |
| Allan Parr   | Vancouver       | 14 | 7  | 7 | 860 | 68 | 0  | 4,74  |
| Foxy Smith   | New Westminster | 1  | 0  | 1 | 60  | 10 | 0  | 10,00 |